# Herrenhaus (Austria)
La Herrenhaus ("Camera dei signori") fu una camera parlamentare austriaca parte del Reichsrat (organo legislativo della Cisleitania). 
Essa era la camera rappresentativa austriaca prima della Camera dei rappresentanti, corrispondente della Camera dei lord nel Regno Unito o al Senato italiano.

## Storia

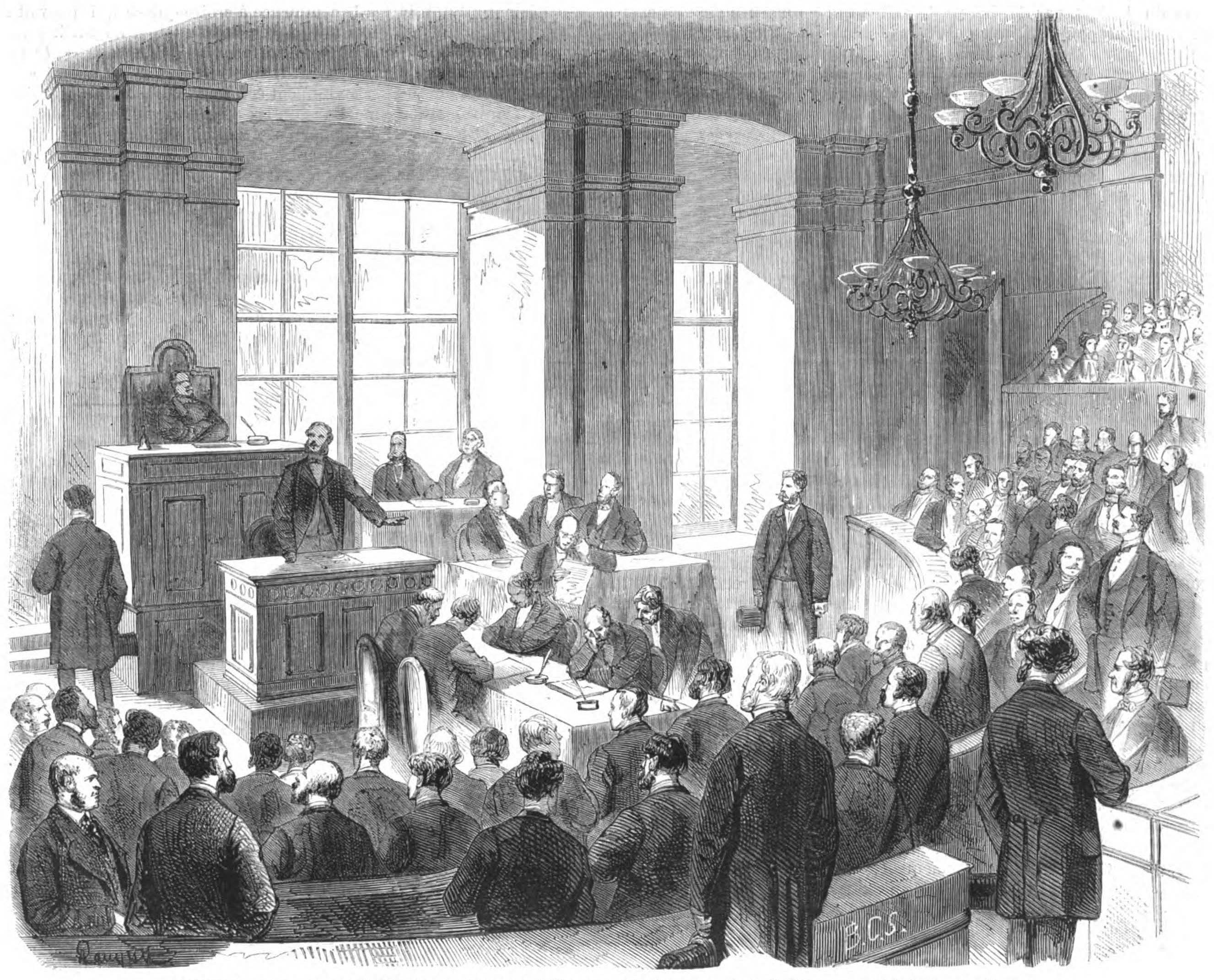
Sessione della Camera dei signori d'Austria del 1868 al Palais Niederösterreich

Un primo tentativo di istituire in Austria un Reichsrat venne portato avanti nel 1860 con il Diploma di ottobre. Dal momento che la posizione dell'imperatore Francesco Giuseppe si era di molto indebolita dopo la fine della Seconda guerra d'indipendenza italiana e la perdita della Lombardia, il primo ministro austriaco conte Johann Bernhard von Rechberg und Rothenlöwen cercò una maggiore alleanza con l'alta borghesia. Ad ogni modo, la maggioranza dei cittadini austriaci, di spirito liberale, chiese a gran voce una costituzione parlamentare che venne infine promulgata nel 1861, la cosiddetta "Patente di febbraio". Elaborata sotto il successore del conte Rechberg, l'arciduca Ranieri Ferdinando d'Asburgo-Lorena e del primo ministro Anton von Schmerling, essa aprì la strada per una transizione dell'Austria ad un regime di monarchia costituzionale. La Camera dei signori d'Austria venne creata per contrapporla alla Camera dei deputati dopo la proclamazione della costituzione nell'Impero austro-ungarico e ospitava in linea di massima la nobiltà reazionaria e liberale che appoggiava la classe aristocratica e l'imperatore. La patente venne rifiutata nel Regno d'Ungheria dove venne richiesta una propria costituzione che nel 1867 porterà alla creazione della monarchia duale austro-ungheria.
Il primo incontro della camera dei signori si tenne il 29 aprile 1861 al Palais Niederösterreich a Vienna, sino a quando non venne completata la costruzione del palazzo del parlamento, il 4 dicembre 1883. Tuttavia i magnati ungheresi si rifiutarono di aderire a questa camera sino a quando l'imperatore non li avesse degnati di una propria costituzione cosa che come si è detto avvenne solo nel 1867.
Essa venne abolita con la caduta dell'impero nel 1918.

## I membri
I membri di questa camera, detti "pari" (Metglieder, in sigla MdH) erano per la maggior parte nobili e vi era un ristretto numero di alti borghesi; il seggio di deputato passava ereditariamente per le dinastie più importanti, mentre per gli appartenenti alla media e piccola nobiltà e per i borghesi il seggio era elettivo. Vi prendevano parte anche gli ecclesiastici.
Nella Camera dei Signori sedevano insieme membri delle seguenti quattro categorie: 
- gli arciduchi: (Erzherzöge) della famiglia imperiale della dinastia degli Asburgo-Lorena che avessero aggiunto la maggiore età;
- Vescovi e arcivescovi dell'Impero di rango principesco: i principi-arcivescovi di Vienna, Salisburgo, Praga, Gorizia e Olmütz (oggi Olomouc); gli arcivescovi di Leopoli e Zara; i principi-vescovi di Bressanone, Breslavia, Cracovia, Seckau, Trento, Lubiana, Lavant (oggi Maribor) e Gurk; i vescovi di Trieste, Königgrätz (oggi Hradec Králové), Przemyśl e Siebenbürgen (Transilvania); gli arcieparchi greco-cattolici di Făgăraș e Alba Iulia e di Leopoli; nonché l'arcieparca armeno-cattolico di Leopoli;
- 106 rappresentanti delle famiglie nobili austriache detenevano un seggio ereditario nella camera dei Signori. Fra di esse vi erano tre dinastie sovrane: Liechtenstein, Sassonia-Coburgo-Gotha, Schaumburg-Lippe; sedici case principesche mediatizzate: Lobkowitz, Dietrichstein, Auersperg, Fürstenberg, Schwarzenberg, Thurn und Taxis, Colloredo, Khevenhüller, Hohenlohe-Langenburg, Starhemberg, Salm-Raitz, Orsini-Rosenberg, Schönburg-Hartenstein, Metternich-Winneburg, Windisch-Graetz, Trauttmansdorff.[1]; sedici altre case principesche: Dietrichstein, Lubomirski, Porcia, Lamberg, Kinsky, Clary und Aldringen, Paar, Czartoryski, Sanguszko, Rohan, Windisch-Graetz, Collalto, Sapieha, Montenuovo, Beaufort-Spontin, Thun und Hohenstein; quattro famiglie di conti mediatizzati: Schönborn, Wurmbrand, Kuefstein, Harrach.
- cittadini austriaci nominati pari a vita dall'imperatore d'Austria per essersi illustrati nel servizio dello Stato, della Chiesa, delle Scienze o delle Arti. Fra di essi vi erano anche imprenditori come l'industriale del vetro Ludwig Lobmeyr o l'industriale Nikolaus Dumba, assieme ad altri come Dichter Peter Rosegger, Anton Dreher, Adolf Ignaz Mautner von Markhof e l'economista Carl Menger.

La camera dei signori nel 1911 era composta da 291 membri di cui 14 arciduchi, 18 ecclesiastici (5 principi-arcivescovi, 5 arcivescovi, 8 principi-vescovi), 90 aristocratici e 169 membri nominati a vita.